# Perwilty
Perwilty (deutsch Perwilten) ist ein Ort in der polnischen Woiwodschaft Ermland-Masuren. Er gehört zur Gmina Lelkowo (Landgemeinde Lichtenfeld) im Powiat Braniewo (Kreis Braunsberg).

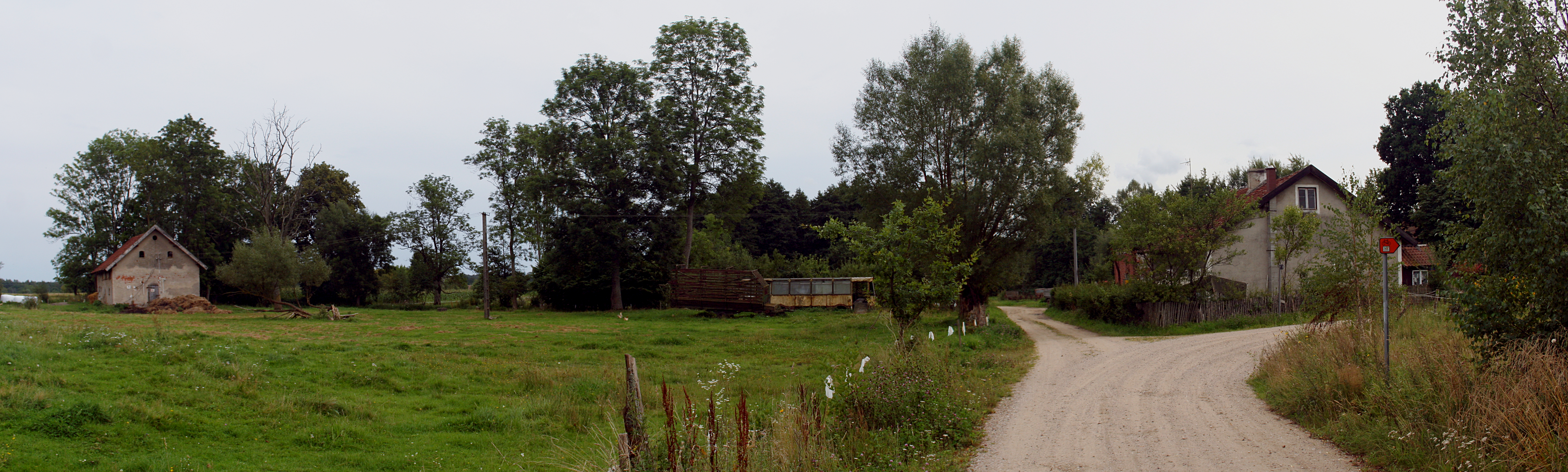
Teilansicht Kolonia Perwilty

## Geographische Lage
Perwilty liegt im Nordwesten der Woiwodschaft Ermland-Masuren, 25 Kilometer südöstlich der Kreisstadt Braniewo (Braunsberg).

## Geschichte
Das einst Perwitten und nach 1785 Perwilten genannte kleine Dorf bestand aus zwei großen Höfen. Als eine Landgemeinde kam das Dorf 1874 zum neu errichteten Amtsbezirk Layß (polnisch Łajsy) im ostpreußischen Kreis Braunsberg, Regierungsbezirk Königsberg. Im Jahre 1910 zählte Perwilten 32 Einwohner.
Zusammen mit dem Nachbarort Peythunen (polnisch Pajtuny) wurde Perwilten am 17. Oktober 1928 nach Layß eingemeindet und verlor damit seine Eigenständigkeit.
In Kriegsfolge kam 1945 das gesamte südliche Ostpreußen zu Polen. Perwilten erhielt die polnische Namensform „Perwilty“ und ist heute als Kolonia eine Ortschaft innerhalb der Gmina Lelkowo (Landgemeinde Lichtenfeld) im Powiat Braniewski (Kreis Braunsberg), von 1975 bis 1998 der Woiwodschaft Elbląg, seither der Woiwodschaft Ermland-Masuren zugehörig.

## Religion
Bis 1945 war Perwilten in die evangelische Pfarrkirche Mehlsack in der Kirchenprovinz Ostpreußen der Kirche der Altpreußischen Union eingegliedert. Auch seitens der römisch-katholischen Kirche gehörte Perwilten und gehört Perwilty heute noch nach Mehlsack zur dortigen St.-Peter-und-Paul-Kirche. Sie gehört jetzt zum Erzbistum Ermland. Hier lebende evangelische Einwohner sind nun der Diözese Masuren der Evangelisch-Augsburgischen Kirche in Polen zugeordnet.

## Verkehr
Perwilty liegt an einer Nebenstraße, die bei Łajsy (Layß) von der Woiwodschaftsstraße 510 abzweigt und über Wola Wilknicka (Rosenwalde) nach Wołowo (Wohlau) führt.
Eine Bahnanbindung besteht nicht. Bis 1945 war Wilknity (Wilknitt) die nächste Bahnstation. Sie lag an der Bahnstrecke Allenstein–Mehlsack–Zinten–Königsberg.